# Sello del estado de Washington
El sello del estado de Washington contiene un retrato de George Washington, pintado por Gilbert Stuart. El anillo exterior contiene el texto "The Seal of the State of Washington" ("El Sello del Estado de Washington") y "1889", año en que el Estado de Washington fue admitido en la Unión. El sello se presentó como el principal elemento a ambos lados de la bandera de Washington. 
El sello fue diseñado por Charles Talcott, basado en una pintura de Gilbert Stuart. Originalmente el sello iba a ser una escena con Mount Rainier, pero Talcott propuso el diseño con George Washington en su lugar.

## Sello del vicegobernador
También hay un sello del vicegobernador de Washington, creado en 1959. El sello fue creado para reflejar aspectos de interés regional que encarnan las tradiciones y la cultura del estado de Washington. El sello está representado por los símbolos oficiales del estado del Jilguero, elegido en 1951 por los escolares; el rododendro, votado en Washington por las mujeres antes del sufragio universal en 1892; y las macetas gemelas de la legislatura estatal, representando el espíritu bipartidista de la legislación, todos encerrados en un círculo. En el centro está el edificio del Capitolio en Olimpia, una de las cúpulas de mampostería más altas del mundo. Dos abetos occidentales, el árbol estatal desde 1947, flanquean los bordes exteriores del sello.

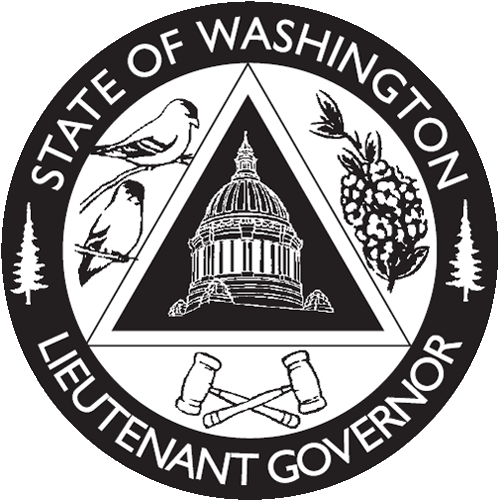
Sello del vicegobernador de Washington